# Томіслав Паненич
То́міслав Па́ненич (хорв. Tomislav Panenić; нар. 12 березня 1973, Нюртінген) — голова громади Томпоєвці, міністр економіки Хорватії у правоцентристському уряді Тихомира Орешковича.

## Життєпис
Здобув ступінь магістра на економічному факультеті Осієцького університету за напрямом «Маркетинг». Пізніше на цьому самому факультеті закінчив і аспірантуру за спеціальністю «Підприємництво». Був добровольцем у війні Хорватії за незалежність з 1991 по 1992 рік.
Із 2005 до 2013 очолював Агентство з розвитку Управління міжнародного співробітництва (TINTL). 27 травня 2013 став головою громади Томпоєвці.
Крім хорватської, говорить також англійською і німецькою мовами.